# Šéfe, jsem v tom!
Šéfe, jsem v tom! je americká romantická komedie roku 2009. Scenáristkou filmu je Stacy Kramer a režisérkou Lara Shapiro. Hlavními hvězdami filmu jsou Lindsay Lohan, Bridgit Mendler, Luke Kirby, Chris Parnell, Cheryl Hines a Kevin Covais. Film měl televizní premiéru na stanici ABC Family 19. července 2009. Původně měl mít film premiéru v kinech.

## Děj
Thea (Lindsay Lohan) je sekretářka v jednom malém vydavatelství. Její rodiče zemřeli při autonehodě, a ona musela opustit školu a postarat se o svojí mladší sestru (Bridgit Mendler). Jenže sama o sobě si myslí, že je nula, a podle toho také žije. Její šéf (Luke Kirby) jí místo dobré práce nutí mýt a venčit svého psa, a peskuje jí, když přijde o čtyři minuty pozdě do práce. Jednoho dne má ale Thea dostat padáka, a tak řekne, že je těhotná. Jako těhotná nesmí být ze zaměstnání vyhozena. Jenže na těhotenství jen tak někdo nezapomene, a když se to v práci rozkřikne, je nucena několik měsíců předstírat, že je stále těhotná. Nakonec si to tak vsugeruje, že tomu i sama věří. Jenže jednoho dne to praskne, a Thea bude mít co vysvětlovat.

## Obsazení
| Lindsay Lohan      | Thea Clayhill                          |
| Bridgit Mendler    | Emma Clayhill                          |
| Luke Kirby         | Nick Steinwald                         |
| Chris Parnell      | Jerry Steinwald                        |
| Cheryl Hines       | Lisa DePardo                           |
| Kevin Covais       | Greg                                   |
| Aaron Yoo          | Miles - Tracee Ellis Ross jako Kristin |
| Willie Garson      | Carl                                   |
| Maree Cheatham     | Ann                                    |
| Bonnie Somerville  | Suzie Cavandish                        |
| Jessica St. Clair  | Lektorka                               |
| Ana Ortiz          | Donna                                  |
| Janeane Garofalo   | Host                                   |
| Creed Bratton      | John Abbotts                           |
| Pat Crawford Brown | Teta Betty                             |

## Produkce
Film začal pod produkcí Capitol Films v červnu roku 2007. Kvůli problémům s rozpočtem, film přebrala produkce Millennium Films Overnight Productions. Film je režisérským debutem Lary Shapiro. Natáčení začalo v Burbanku v Kalifornii 9. června 2008. V září 2008 byl vydán trailer.
26. března 2009 bylo oznámeno, že film nebude ve Spojených státech vydán v kinech, namísto toho měl premiéru na televizní stanici ABC Family 19. července 2009.